# Vaspataka
Vaspataka (szlovákul: Železník) község Szlovákiában, az Eperjesi kerület Felsővízközi járásában.

## Fekvése
Girálttól 2 km-re délre, a Tapoly jobb oldalán fekszik.

## Története
II. András király 1212-ben azt a területet, ahol ma a község is fekszik, a komlósi keresztesek kolostorának adta. Nem tudjuk, hogy a falu ekkor már létezett-e, az adománylevél nem említi. 1319-ben a területet az Aba nembeli Somosy család szerezte meg. A települést 1382-ben „Vasaspathak” néven említik először a Somosy család birtokaként. Az 1427-es adóösszeírásban 25 portával „Vaspathak” alakban szerepel. Később a lakosság száma csökkent. 1543-ban 6, 1567-ben 4 és fél, 1588-ban 3 és fél portáig adózott a község. Birtokosai a Somosy, Széchy, Szirmay, Semsey családok voltak. 1600-ban 10 lakott jobbágyház állt a faluban. 1787-ben 30 házában 225 lakos élt.
A 18. század végén Vályi András így ír róla: „VASPATAKA. Zeleznicz. Tót falu Sáros Várm. lakosai katolikusok, és másfélék, fekszik Topoly vizéhez nem meszsze; határjának 1/3 része alább való, réttye kétszer kaszáltatik, fája van, piatza sints meszsze.”
A 19. században a Semsey és Ferenczy családok tulajdonában állt. 1828-ban 34 háza volt 277 lakossal, akik mezőgazdasággal, vászonszövéssel foglalkoztak.
Fényes Elek 1851-ben kiadott geográfiai szótárában így ír a faluról: „Vaspataka, Sáros v. tót falu, Karácsonmező fil., 73 kath., 184 ev., 10 zsidó lak. F. u. többen. Ut. post. Eperjes.”
A trianoni diktátumig Sáros vármegye Girálti járásához tartozott.

## Népessége
| Év:            | 1994. | 2004.   | 2014.   | 2024.   |
| -------------- | ----- | ------- | ------- | ------- |
| Emberek száma: | 440   | 465     | 460     | 457     |
| Eltérés:       |       | +5,68 % | -1,07 % | -0,65 % |

| Év:            | 2023. | 2024.   |
| -------------- | ----- | ------- |
| Emberek száma: | 459   | 457     |
| Eltérés:       |       | -0,43 % |

1910-ben 315, túlnyomórészt szlovák lakosa volt.
2001-ben 470 szlovák lakosa volt.
2011-ben 452 lakosából 440 fő szlovák.